# Чаплигін
Чапли́гін — місто в Росії, адміністративний центр Чаплигінського району Липецької області.
Розташоване у північно-східній частині Липецької області, неподалік від межі з Рязанською областю, при злитті річок Станова Ряса, Ягодна Ряса та Москова Ряса (басейн Дону), за 70 км від Липецька.

## Історія

### Новий час

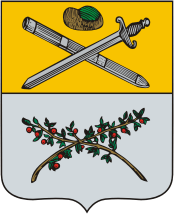
Герб Раненбурга (1781)

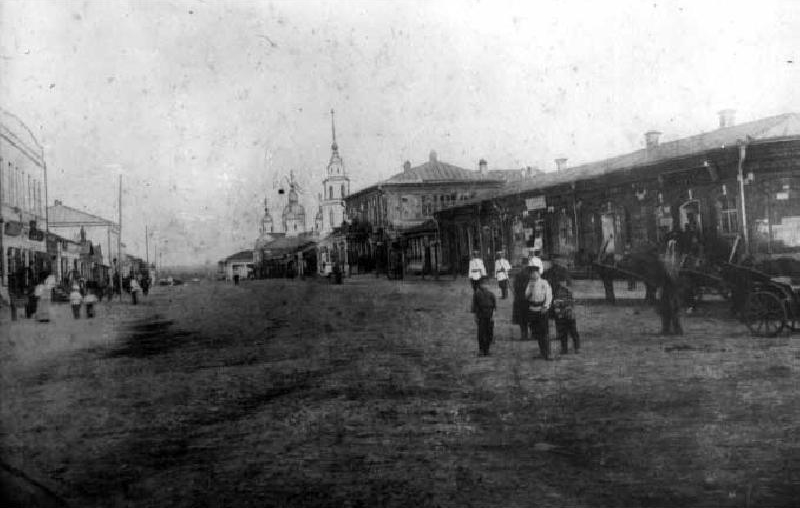
Вигляд старого міста

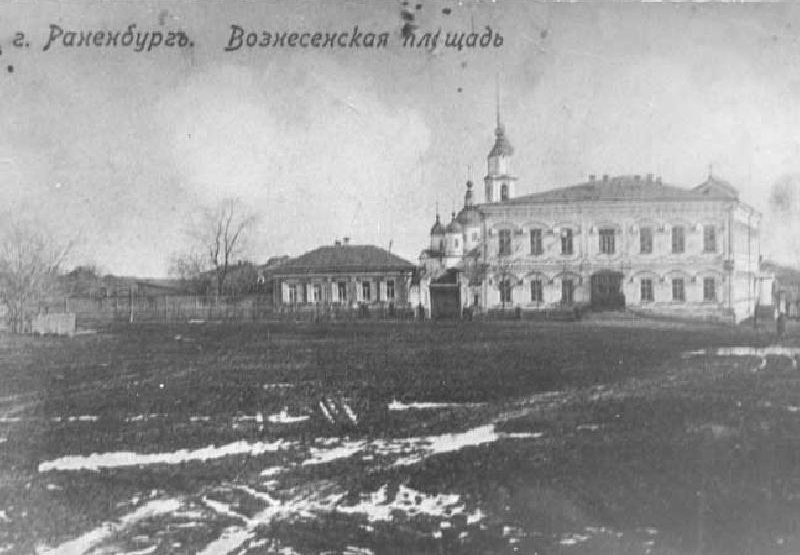
Вознесенська площа

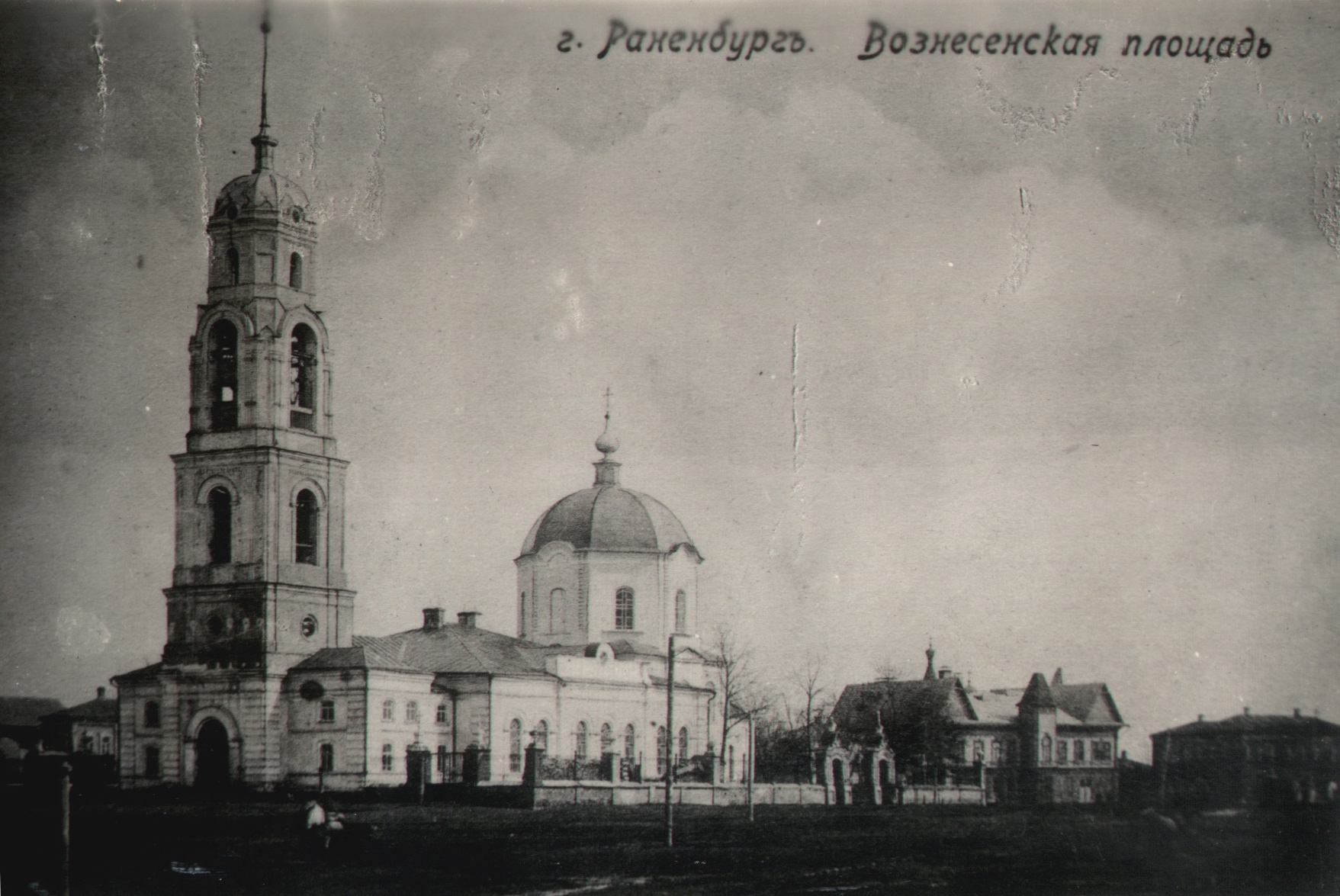
Вознесенська площа

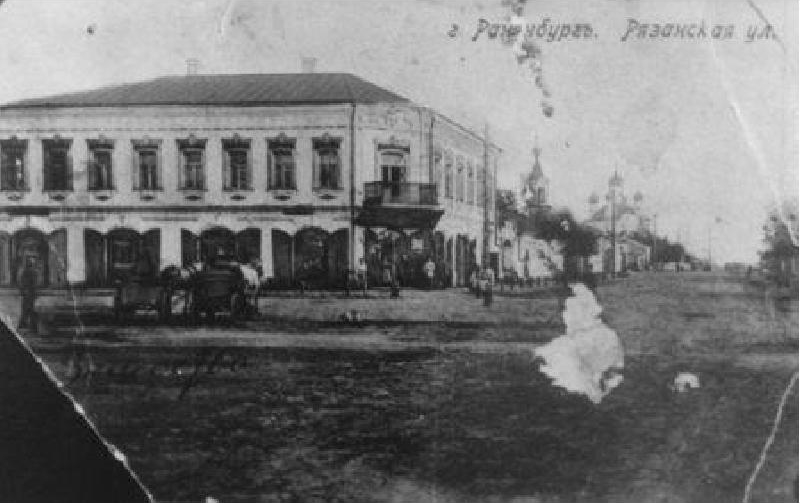
Рязанська вулиця

Перша письмова згадка про ці місця відноситься до 1638; тоді при створенні Бєлгородської оборонної лінії на місці сучасного міста було засновано поселення під назвою Усть Станових ряс під Слобідським Ліпягом, згодом — село Слобідське. До кінця XVII століття в селі налічувалося 100 дворів. У 1695, тут на високому березі Ягодної Ряси було зведено невеликий дерев'яний палац, призначений для відпочинку Петра I та його свити при проходженні з Москви до Воронежу.
У 1702 Петро I заклав у Слобідському невелику фортецю за голландським зразком, якій дав назву Оранієнбург («апельсинова фортеця»). Очевидно, тут мало місце просте запозичення німецького назви (місто Оранієнбург поблизу Берліна). Назва фортеці поступово поширилося і на село, причому в народній мові воно перетворилося спочатку в Ранінбург, а потім Раненбург.
У 1702 село Слобідське та фортеця були подаровані О. Д. Меншикову. У 1712 на кошти Меншикова неподалік було побудований чоловічий монастир.
У 1744 в Раненбурзі відбувало заслання Брауншвезьке сімейство.
У 1778 році за указом Катерини II село Слобідське отримало статус повітового міста з офіційною назвою Раненбург, яке стало адміністративним центром Раненбурзького повіту новоутвореного Рязанського намісництва.
У 1781 році затверджено герб міста: «У 1-й частині щита, в золотому полі, частина герба Рязанського намісництва. У 2-й частині, в срібному полі, гілки яблуневого дерева з плодами покладені хрестоподібно».
У 1806—1816 рр. було зведено соборний храм Михайла Архангела. Поступово місто перетворюється на великий торговий центр, і в другій половині XIX століття займає серед міст Рязанської губернії одне з чільних місць з торговельного обороту. Головним предметом торгівлі було зерно, а особливо славилася завдяки своїм смаковим якостям Раненбурзька гречка. У місті діяли тютюнова фабрика купця Оловнікова, сірникова фабрика купця Калашникова, кілька миловарних закладів.
У 1890 році через місто пройшла залізнична лінія Волово — Богоявленськ, на якій побудували станцію Раненбург.
У 1897 році в Раненбурзі налічувалося 15 347 осіб; діяли 6 церков, повітове училище, дві парафіяльних та церковна-приходська школи. Була земська лікарня. Вигляд міста змінювався, і до початку XX століття вже 14 вулиць були забруковані, гасові ліхтарі змінилися електричними, з'явилися телефонна мережа та кінотеатр («кінематограф Сінема»).
У 1918 році на I установчому з'їзді Рад у Раненбурзі було проголошено Радянську владу.

### Новітній час
27 серпня 1919 Раненбург було взято кіннотою 4-го Донського корпусу генерал-лейтенанта К. К. Мамонтова, яка в місті, втім, не затрималася.
30 липня 1928 Раненбурзький повіт було скасовано, а на його території (без Олександро-Невської волості, що відійшла до Рязького повіту), переданої з Рязанської губернії до складу щойно сформованої Центрально-чорноземної області, утворено Раненбурзький район (до 23 липня 1930, коли поділ Центрально-Чорноземної області на повіти було скасовано, район входив до складу Козловського повіту). Після розукрупнення Центрально-Чорноземної області 13 червня 1934 року Раненбург та Раненбурзький район увійшли до складу Воронезької області. 26 вересня 1937 вони були включені в знов утворену Рязанську область.
У 1932 на території тютюнової фабрики Оловнікова було створено чавуноливарний завод. На базі кустарних артілей виникли об'єднання «Працівниця» та «Червоний Жовтень», що випускали продукцію для населення.
2 жовтня 1948 року місто було перейменовано в Чаплигін — на честь уродженця Раненбурга академіка С. О. Чаплигіна, російського та радянського механіка та математика, одного з основоположників сучасної аеромеханіки та газової динаміки.
Після утворення 6 січня 1954 Липецької області Чаплигін та Чаплигінський район були включені до її складу.
У 1972 в місті побудували міст через Станову рясу.
28 жовтня 2005 рішенням Ради депутатів міста Чаплигіна було затверджено новий міський герб, який наблизився за зовнішнім виглядом до історичного герба повітового міста Раненбург.
Питання про повернення місту назви Раненбург було винесене на міський референдум 8 жовтня 2006, однак підтримки більшості городян не отримало.

## Економіка

### Промисловість
Основну частку займає харчова промисловість, вона представлена такими підприємствами, як ВАТ «Чаплыгинмолоко», ТО «Липецкий мукомольный завод», ВАТ «Чаплыгинский крахмальный завод» (входить до групи компаній"Амилко"), ТОВ «Хлебокомбинат».
Інші великі промислові підприємства розташовані на території особливої економічної зони регіонального рівня промислово-виробничого типу «Чаплигінська». На її території розташовані завод водонапірної арматури австрійської компанії Hawle, завод німецького виробника машин Ropa, завод з виробництва кріпильних виробів індивідуального підприємця Ігоря Тарасова, завод по збірці та ремонту німецької сільськогосподарської техніки компанії Horsh, завод з виробництва систем крапельного зрошення ЗАТ «Новый век агротехнологий», а останнім часом ведуться роботи з підготовки до початку будівництва найбільшого в Росії китайського промислового виробничого кластера «ВостокПром».

### Транспорт

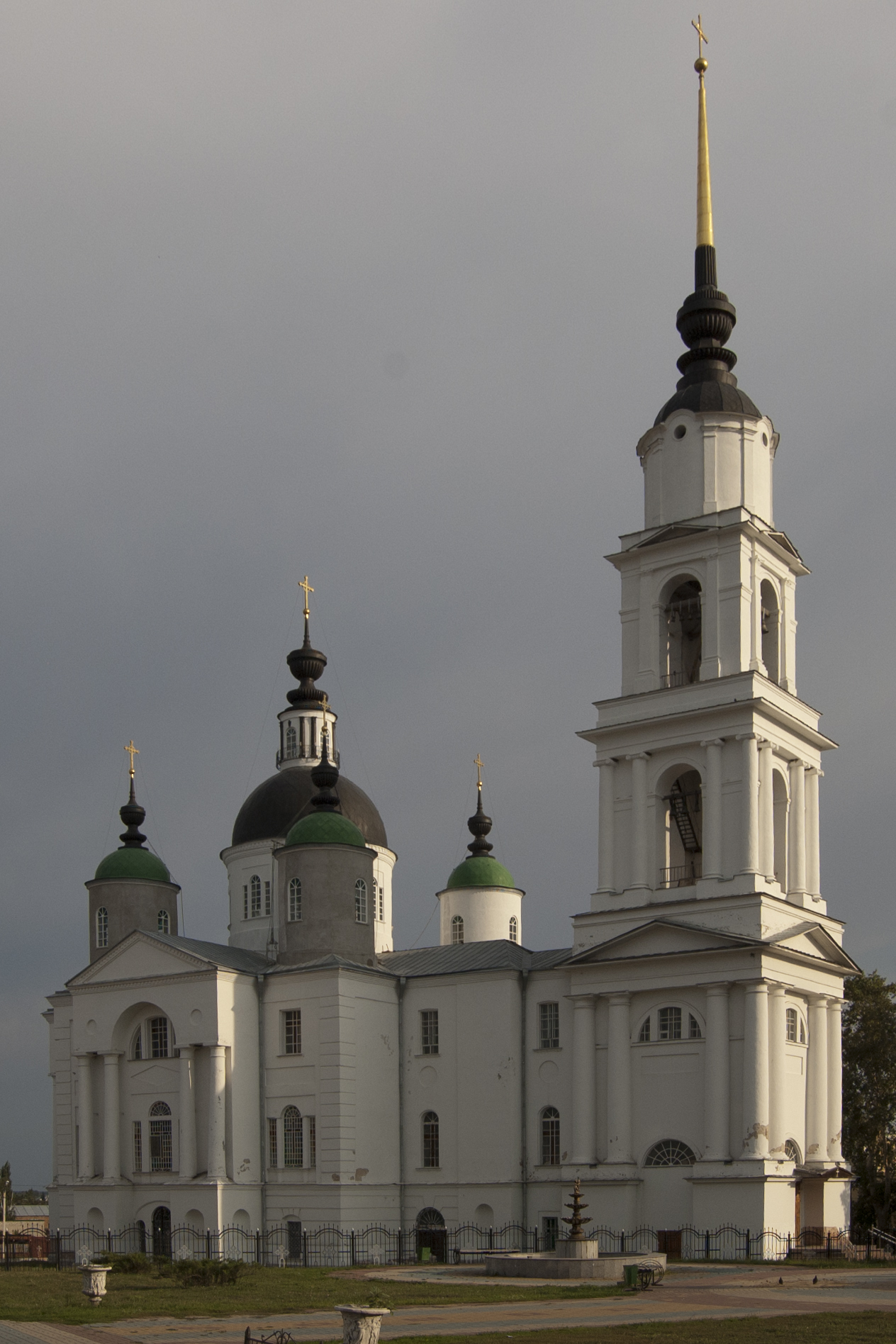
Троїцький собор (1818)

Чаплигін називають «північними воротами» Липецької області. Від міста до траси М6 «Каспій» — всього 20 км.
Залізнична станція Раненбург — залізничний вузол Південно-Східної залізниці; звідси йдуть направлення на Москву, на Мічурінськ та Єлець.
Міський транспорт представлено автобусами, легковими таксі, а з літа 2012 року також маршрутними таксі.

## Пам'ятки

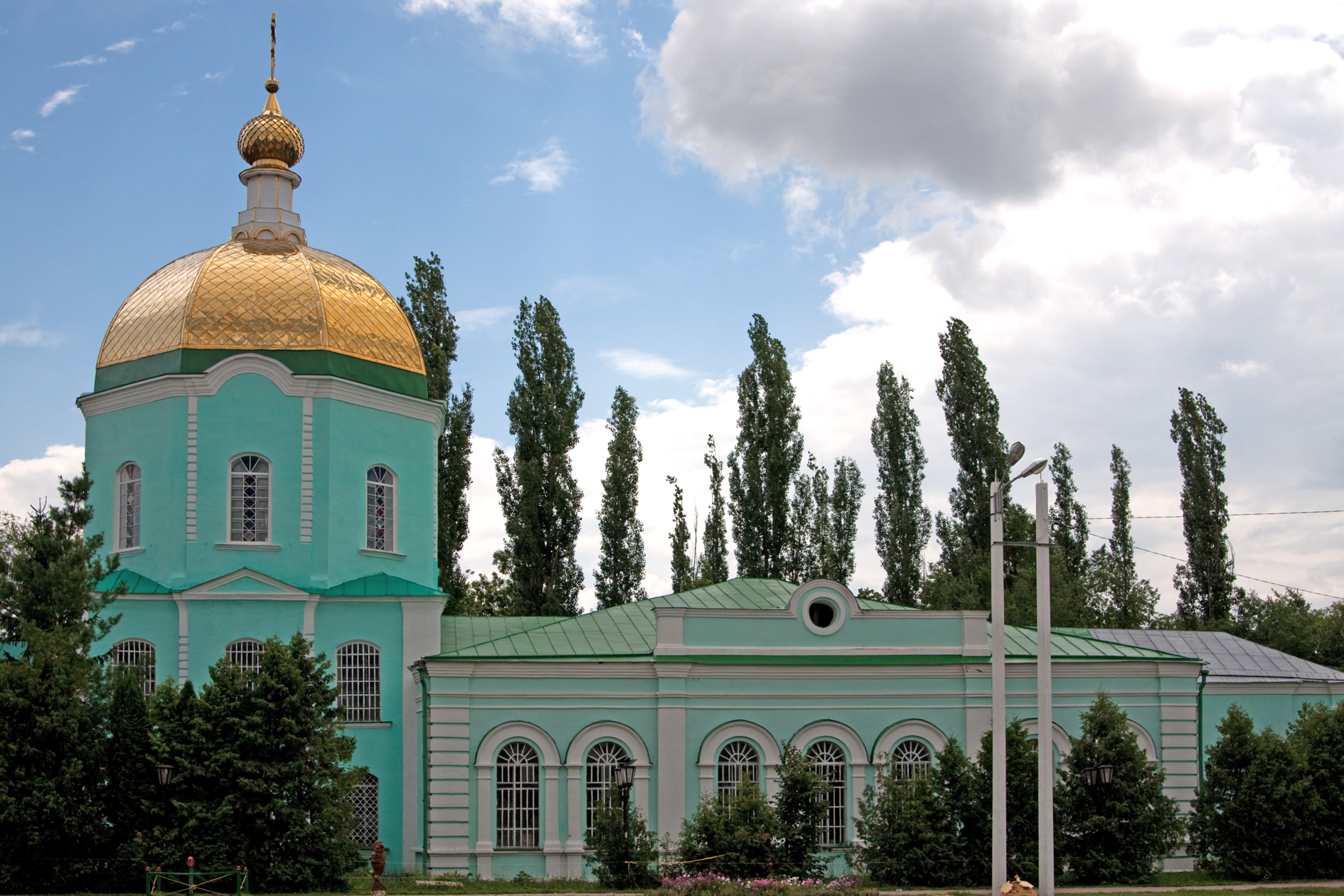
Вознесенська церква (1794)

Чаплигінці дбайливо відносяться до історико-культурного спадщини. Збереження забудови XVIII — XIX століть досягає 60 %. На території міста розташовано 52 пам'ятки архітектури, які перебувають на державній охороні.
До визначних пам'яток міста та району належать:
- Троїцький собор (1818 р.)
- Церква Вознесіння (кінець XVIII ст.)
- Микільська церква (1858 р.)
- Успенська цвинтарна церква (1831 р.) в стилі пізнього класицизму
- Храм в ім'я Миколая Чудотворця (1848—1855 рр.)

Крім церковної архітектури — будівлі чоловічої та жіночої гімназій, духовного училища, житлові купецькі будинки. Відновлений будинок О. Д. Меншикова; Зараз у ньому розміщено районний краєзнавчий музей.
У рамках святкування 375-річчя міста завершилися роботи з будівництва єдиного на території Росії кінного пам'ятника Петру I і О. Д. Меншикову.

## Почесні люди міста
Незрячий Микола Орлов в 2008 підкорив Ельбрус — першим в історії СРСР та Росії. Підкорив також пік Леніна (7134 м), другу за величиною вершину Паміру.